# Jan Procházka (orientační běžec)

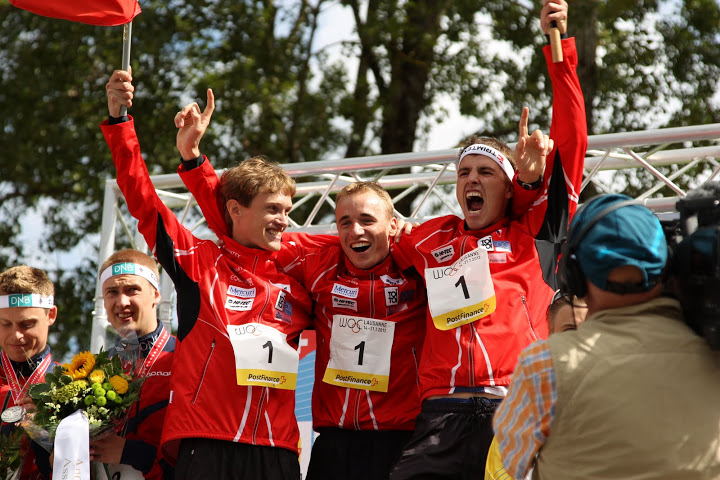
Vítězové štafet na WOC 2012

Jan „Bet“ Procházka (* 11. září 1984 Praha) je český reprezentant v orientačním běhu. Mezi jeho největší úspěchy patří první místo na mistrovství světa ve štafetách v roce 2012, kdy spolu s Janem Šedivým a Tomášem Dlabajou získal historicky první zlatou medaili pro ČR ve štafetách a v roce 2004 byl druhý ve štafetách na juniorském mistrovství světa v Polsku.
Svou závodní kariéru začal v Sokole Dobřichovice, nyní závodí za SK Praga Praha. Současně je členem finského klubu Kalevan Rasti, za který startuje ve Skandinávii.
Mezi jeho další úspěchy patří šestinásobné vítězství v krosovém závodě Velká kunratická v letech 2015, 2014, 2013, 2012, 2011 a 2007.

## Sportovní kariéra

### Umístění na MS a ME
| Přehled úspěchů na Mistrovství světa | Přehled úspěchů na Mistrovství světa | Přehled úspěchů na Mistrovství světa | Přehled úspěchů na Mistrovství světa | Přehled úspěchů na Mistrovství světa |
| Mistrovství světa                    | Sprint                               | Middle                               | Long                                 | Štafety                              |
| ------------------------------------ | ------------------------------------ | ------------------------------------ | ------------------------------------ | ------------------------------------ |
| Kyjev 2007                           | X                                    | 21. místo                            | X                                    | 9. místo                             |
| Olomouc 2008                         | 7. místo                             | X                                    | X                                    | 4. místo                             |
| Miskolc 2009                         | X                                    | DSQ                                  | 22. místo                            | 27. místo                            |
| Trondheim 2010                       | 15. místo                            | X                                    | 16. místo                            | 5. místo                             |
| Savojsko 2011                        | 8. místo                             | 32. místo                            | X                                    | 12. místo                            |
| Lausanne 2012                        | 26. místo                            | 10. místo                            | X                                    | 1. místo                             |

| Přehled úspěchů na Mistrovství Evropy | Přehled úspěchů na Mistrovství Evropy | Přehled úspěchů na Mistrovství Evropy | Přehled úspěchů na Mistrovství Evropy | Přehled úspěchů na Mistrovství Evropy |
| Mistrovství Evropy                    | Sprint                                | Middle                                | Long                                  | Štafety                               |
| ------------------------------------- | ------------------------------------- | ------------------------------------- | ------------------------------------- | ------------------------------------- |
| Otepää 2006                           | 42. místo                             | 24. místo                             | X                                     | X                                     |
| Ventspils 2008                        | 14. místo                             | 30. místo                             | 17. místo                             | 5. místo                              |
| Primorsko 2010                        | X                                     | 38. místo                             | 37. místo                             | 5. místo                              |
| Falun 2012                            | DSQ                                   | Q9. místo                             | Q13. místo                            | 9. místo                              |

| Přehled úspěchů na Mistrovství světa juniorů | Přehled úspěchů na Mistrovství světa juniorů | Přehled úspěchů na Mistrovství světa juniorů | Přehled úspěchů na Mistrovství světa juniorů | Přehled úspěchů na Mistrovství světa juniorů |
| Mistrovství světa juniorů                    | Sprint                                       | Middle                                       | Long                                         | Štafety                                      |
| -------------------------------------------- | -------------------------------------------- | -------------------------------------------- | -------------------------------------------- | -------------------------------------------- |
| Polva 2003                                   | X                                            | 59. místo                                    | 44. místo                                    | X                                            |
| Gdaňsk 2004                                  | X                                            | 18. místo                                    | 4. místo                                     | 2. místo                                     |

| Tartu 2008    | 6. místo | 31. místo |           | 5. místo |
| Borlänge 2010 | 4. místo |           | 17. místo | 2. místo |
| Alicante 2012 | 6. místo | 4. místo  |           |          |

### Umístění na MČR
| Umístění na Mistrovství České republiky v orientačním běhu | Umístění na Mistrovství České republiky v orientačním běhu | Umístění na Mistrovství České republiky v orientačním běhu | Umístění na Mistrovství České republiky v orientačním běhu | Umístění na Mistrovství České republiky v orientačním běhu | Umístění na Mistrovství České republiky v orientačním běhu | Umístění na Mistrovství České republiky v orientačním běhu | Umístění na Mistrovství České republiky v orientačním běhu | Umístění na Mistrovství České republiky v orientačním běhu |
| Ročník                                                     | Kategorie                                                  | Klasická trať                                              | Krátká trať                                                | Sprint                                                     | Dlouhá trať                                                | Noční                                                      | Ranking                                                    | Členství v klubu                                           |
| ---------------------------------------------------------- | ---------------------------------------------------------- | ---------------------------------------------------------- | ---------------------------------------------------------- | ---------------------------------------------------------- | ---------------------------------------------------------- | ---------------------------------------------------------- | ---------------------------------------------------------- | ---------------------------------------------------------- |
| MČR 1999                                                   | H16 - mladší dorostenci                                    | 16. místo                                                  |                                                            | 15. místo                                                  |                                                            |                                                            | 909. místo                                                 | KOB Dobřichovice                                           |
| MČR 2000                                                   | H16 - mladší dorostenci                                    | 17. místo                                                  | 13. místo                                                  | 2. místo                                                   |                                                            |                                                            | 550. místo                                                 | KOB Dobřichovice                                           |
| MČR 2001                                                   | H18 - starší dorostenci                                    | 11. místo                                                  |                                                            | 3. místo                                                   | 4. místo                                                   | 10. místo                                                  | 490. místo                                                 | SK Praga                                                   |
| MČR 2002                                                   | H18 - starší dorostenci                                    | 8. místo                                                   | 1. místo                                                   | 6. místo                                                   | 1. místo                                                   | 6. místo                                                   | 100. místo                                                 | SK Praga                                                   |
| MČR 2003                                                   | H20 - junioři                                              | 1. místo                                                   | 2. místo                                                   | 1. místo                                                   | 2. místo                                                   | 2. místo                                                   | 30. místo                                                  | SK Praga                                                   |
| MČR 2004                                                   | H20 - junioři                                              | 1. místo                                                   |                                                            | 1. místo                                                   | 1. místo                                                   | 6. místo                                                   | 16. místo                                                  | SK Praga                                                   |
| MČR 2005                                                   | H21 - muži                                                 | 7. místo                                                   |                                                            | 16. místo                                                  |                                                            |                                                            | 7. místo                                                   | SK Praga                                                   |
| MČR 2006                                                   | H21 - muži                                                 | 6. místo                                                   | 1. místo                                                   |                                                            |                                                            |                                                            | 3. místo                                                   | SK Praga                                                   |
| MČR 2007                                                   | H21 - muži                                                 | 555. místo                                                 | 6. místo                                                   | 3. místo                                                   |                                                            |                                                            | 3. místo                                                   | SK Praga                                                   |
| MČR 2008                                                   | H21 - muži                                                 |                                                            | 2. místo                                                   | 2. místo                                                   |                                                            |                                                            | 7. místo                                                   | SK Praga                                                   |
| MČR 2009                                                   | H21 - muži                                                 |                                                            | 14. místo                                                  | 3. místo                                                   |                                                            |                                                            | 245. místo                                                 | SK Praga                                                   |
| MČR 2010                                                   | H21 - muži                                                 | 8. místo                                                   | 3. místo                                                   | 4. místo                                                   |                                                            |                                                            | 3. místo                                                   | SK Praga                                                   |
| MČR 2011                                                   | H21 - muži                                                 |                                                            | 2. místo                                                   | 2. místo                                                   |                                                            | 1. místo                                                   | 3. místo                                                   | SK Praga                                                   |
| MČR 2012                                                   | H21 - muži                                                 | 1. místo                                                   | 12. místo                                                  | 2. místo                                                   |                                                            | 1. místo                                                   | 4. místo                                                   | SK Praga                                                   |
| MČR 2013                                                   | H21 - muži                                                 | 4. místo                                                   |                                                            | 2. místo                                                   |                                                            | 2. místo                                                   | 5. místo                                                   | SK Praga                                                   |
| MČR 2014                                                   | H21 - muži                                                 | 6. místo                                                   | 3. místo                                                   | 2. místo                                                   |                                                            |                                                            | 3. místo                                                   | SK Praga                                                   |
| MČR 2015                                                   | H21 - muži                                                 | 2. místo                                                   | 6. místo                                                   | disk                                                       |                                                            | 1. místo                                                   | 203. místo                                                 | SK Praga                                                   |
| MČR 2016                                                   | H21 - muži                                                 |                                                            |                                                            | 2. místo                                                   |                                                            | 4. místo                                                   | 7. místo                                                   | SK Praga                                                   |
| MČR 2017                                                   | H21 - muži                                                 | 5. místo                                                   | 5. místo                                                   |                                                            |                                                            |                                                            | 7. místo                                                   | SK Praga                                                   |